# 鹿角神帽
赫哲族信奉多神的薩滿教，認為萬物皆有靈，相信薩滿具有超自然的奇異能力。赫哲族的薩滿有派別和品級之分，為其獨到之處。薩滿的派別有三派，可分為河神派、獨角龍派及江神派，各派有六個品級。赫哲族薩滿的派別與品級，依其所配戴的鹿角神帽而定。

## 外觀
薩滿的初級神帽大多是用鹿角或用鐵片仿製鹿角製成的，故稱之為「鹿角神帽」。神帽上綴有飄帶，分為布製與熊皮製的兩種：布製的飄帶長短不一，顏色各異，長二到三節，每節的顏色各不相同。在神帽後方有一條較長的布帶，約為其他布帶的兩倍，尾端系有鈴鐺，稱之為「脫帽帶」。在脫帽時需由下人拿住，薩滿會用一木棒將帽打下，拿帶子的人須立刻把帽子提起來，不使其落地。皮製的飄帶通常選用帶毛的熊皮，無節，較布帶略長。神帽上飄帶及鈴鐺的數目亦會根據該薩滿的品階而定。神帽的正前方有一面小銅鏡，用來保護頭部免於受傷害，故稱其為「護頭鏡」。此外，鹿角神帽的帽頂鹿角間還有用銅或鐵製成的鳥神形象，即為傳說中的「鳩神」；兩旁還各有一隻有翅膀的神獸，被稱為「空吉神」。

## 品級訂定
品級以其神帽上的鹿角的「杈數」多寡區分高低。鹿角杈數多者品級較高，少者品級較低。鹿角杈數分為三杈、五杈、七杈、九杈、十二杈及十五杈，共有六個品級，按年數晉級。從初級神帽升級到三杈鹿角神帽大約要經過三年的時間，以後升級的年限不定，升至最高等級十五杈神帽大約需要四、五十年的時間，此時薩滿的神力最高。

## 派別訂定
派別以其神帽上的鹿角的「支數」多寡來區分。薩滿的派別有三派：河神派、獨角龍派、江神派，三派的區別以神帽上的鹿角為標誌。河神派的神帽上左右各裝飾一支鹿角；獨角龍派的神帽上左右各裝飾兩支鹿角；江神派的神帽上左右各裝飾三支鹿角。